# Dojban Dawaa
Dojban Dapjanowicz Dawaa (ros. Дойбан Дапьянович Даваа, ur. 15 marca 1931 we wsi Eskienczer w rejonie kaa-chiemskim w Tuwie) – kombajnista sowchozu, przodownik pracy, Bohater Pracy Socjalistycznej (1976).

## Życiorys
Urodził się w rodzinie tuwińskich hodowców zwierząt. Skończył 4 klasy szkoły we wsi Saryg Siep, od 1944 pracował w kołchozie Pobieda jako kombajnista. Od 1952 do 1955 odbywał służbę w Armii Radzieckiej, później wrócił do pracy w kołchozie, który w 1976 został przekształcony w sowchoz im. XXV Zjazdu KPZR. W 1970 został członkiem partii komunistycznej, był deputowanym do iljińskiego sielsowietu i członkiem Tuwińskiego Komitetu Obwodowego KPZR. Za wyróżnianie się w pracy i wymłócenie rekordowej ilości zboża 23 grudnia 1976 otrzymał Medal Sierp i Młot Bohatera Pracy Socjalistycznej, był również trzykrotnie odznaczony Orderem Lenina (w 1971, 11 grudnia 1973 i 23 grudnia 1976).